# ГЕС Ла-Еска
ГЕС La Yesca (Alfredo Elías Ayub) — гідроелектростанція у мексиканському штаті Наярит. Розташована між ГЕС Santa Rosa (вище за течією) і ГЕС El Cajon. Входить до складу каскаду на річці Grande de Santiago, яка дренує найбільше прісноводне озеро країни Чапала та впадає до Тихого океану за 240 км на північний захід від Гвадалахари.
У межах проекту річку перекрили кам'яно-накидною греблею з бетонним облицюванням висотою 210 метрів та довжиною 571 метр, яка потребувала 12,2 млн м3 матеріалу. Вона утримує водосховище з площею поверхні 34,9 км2 та об'ємом 2293 млн м3 (під час повені до 2393 млн м3), з яких корисний об'єм становить 1392 млн м3.
Через два напірні водоводи діаметром по 7,5 метра ресурс подається до підземного пригреблевого машинного залу, який має розміри 95х22 метра при висоті 48 метрів (крім того, для розміщення трансформаторного обладнання існує інше підземне приміщення розмірами 60х15 метрів при висоті 51 метр). Основне обладнання станції становлять дві турбіни типу Френсіс потужністю по 375 МВт, які працюють при напорі 187 метрів та забезпечують виробництво 1210 млн кВт-год електроенергії на рік.
Видача продукції відбувається по ЛЕП, розрахованій на роботу під напругою 400 кВ.